# Dans la brume (film, 2012)
Ne doit pas être confondu avec Dans la brume (film, 2018).
Pour plus de détails, voir Fiche technique et Distribution.
Dans la brume (titre original : В тумане, V tumane) est un film russe, coproduit par l'Allemagne, les Pays-Bas, la Biélorussie et la Lettonie, réalisé par Sergei Loznitsa,  sorti en 2012. Il est présenté en sélection officielle au Festival de Cannes 2012.

## Synopsis
Le film se déroule en 1942, en Biélorussie sous occupation allemande. Deux résistants emmènent un homme accusé de collaboration dans la forêt pour l'exécuter. On apprend ensuite l'histoire de chacun des personnages par une série de flash-back,.

## Fiche technique
- Titre original : В тумане, V tumane
- Titre français : Dans la brume
- Réalisation : Sergei Loznitsa
- Scénario : Sergei Loznitsa d'après le roman de Vassil Bykaw
- Photographie : Oleg Mutu
- Montage : Danielius Kokanauskis
- Production : Joost de Vries, Heino Deckert, Vilnis Kalnaellis, Valentina Mikhalyova, Leontine Petit, Martin Schlüter, Galina Sementsova et Oleg Silvanovich
- Pays de production : Russie
- Format : Couleurs
- Genre : drame, guerre
- Durée : 130 minutes
- Date de sortie : 2012

## Distribution
- Vladimir Svirskiy : Sushenya
- Vladislav Abashin : Burov
- Sergei Kolesov : Voitik
- Nikita Peremotovs : Grisha
- Ioulia Peressild : Anelya
- Kirill Petrov : Koroban
- Dmitrijs Kolosovs : Mishuk
- Vlad Ivanov : Grossmeier
- Igor Khripunov : Mirokha
- Nadejda Markina : la mère de Burov
- Boris Kamorzine : le premier policier

## Récompenses et distinctions
- Festival international du film d'Erevan : Abricot d'or 2012 du meilleur film de fiction
- Festival de Cannes 2012 : Prix FIPRESCI de la Critique internationale